# Стальник маленький
Ста́льник ма́ленький (лат. Ononis pusilla) — вид цветковых растений рода Стальник (Ononis) семейства Бобовые (Fabaceae).

## Ботаническое описание
Неколючий мелкий кустарничек высотой до 30 см, гемикриптофит, эфемер. Не суккулент, не имеет колючек или шипов, однако всё растение покрыто железистыми волосками. Все листья тройчатые, с широкими листочками. Цветки жёлтые, мелкие (5—12 мм в диаметре), исключительно двуполые, собраны в густые колосовидные соцветия.
В 2014 году из этилацетатного экстракта стальника маленького были выделены три новых, ранее неизвестных кислоты — производных антраниловой кислоты.
Хромосомный набор 2n = 30 (по некоторым источникам, 34).

## Распространение
В ареал вида входят Северная Африка, Западная Азия, Кавказ, Центральная, Восточная, юго-восточная и юго-западная Европа.

## Хозяйственное значение и применение
Может выращиваться как декоративное садовое растение, подходит для каменистых садиков.

## Охрана
Вид занесён в Красную книгу Республики Дагестан и Ставропольского края.